# ぷにぷに生乳店
『ぷにぷに生乳店』（-にゅうにゅうてん）は2001年2月16日にあいりゅから発売されたアダルトゲームソフトの一つ。
2003年4月25日には、DVDプレイヤーズゲーム版がリリースされた。

## あらすじ
ある海底都市に遺伝子改良で生まれた「アルマ」は女のような新生物だが、実は、乳を取るだけの為に造られた生き物だった。主人公の鷺沼千裕は3匹のアルマから1か月の間に300000サノーンを搾乳するノルマが課せられていた。刻一刻で期限が近付く中、はたして彼はノルマを達成できるか?

## 登場人物
鷺沼千裕（さぎぬま ちひろ）
本作の主人公。

### アルマたち
さくら
真面目な大和撫子タイプ。3人の中では最も主人公に協力的。実は酒癖が悪い。
もみじ
わがままで暴力的なお天気娘。見た目はほとんど少年。
ぼたん
温厚でぼんやりした性格。物事を深く考えることは苦手で貞操観念は低い。

### 主人公の周りの人物
尻無濱海琴（しなはま みこと）
調教に必要な薬を売る店の店主。セクシーで大らかな後家。
御厨文夏（みくりや ふみか）
アルマに関する商売の監督をしている役所の職員。何事も真剣に取り組む熱血眼鏡娘。不幸を呼び寄せる性質の持ち主でもあるが、前向きな性格で、不幸を乗り切ることを好む。
鷺沼葵（さぎぬま あおい）
千裕の義妹。

## スタッフ
- 原画：虎宮はると
- シナリオ：K3